# Сантана-ди-Мангейра
Сантана-ди-Мангейра (порт. Santana de Mangueira) — муниципалитет в Бразилии, входит в штат Параиба. Составная часть мезорегиона Сертан штата Параиба. Входит в экономико-статистический микрорегион Итапоранга. Население составляет 5235 человек на 2006 год. Занимает площадь 402,151 км². Плотность населения — 13,0 чел./км².

## Статистика
- Валовой внутренний продукт на 2003 год составляет 11 733 033,00 реалов (данные: Бразильский институт географии и статистики).
- Валовой внутренний продукт на душу населения на 2003 год составляет 2140,28 реалов (данные: Бразильский институт географии и статистики).
- Индекс развития человеческого потенциала на 2000 год составляет 0,557 (данные: Программа развития ООН).